# Clathria assimilis
Clathria assimilis är en svampdjursart som först beskrevs av Topsent 1925.  Clathria assimilis ingår i släktet Clathria och familjen Microcionidae. Inga underarter finns listade i Catalogue of Life.